# João de Avranches
João de Avranches (em latim: Joannes Abrincensis; em francês:  Jean d'Avranches), também João de Ruão ou João de Ivry, foi bispo de Abranches entre 1060 e 1067 e arcebispo de Ruão entre 1067 e 1079. De origem normanda, era filho de Rodulfo de Ivry e irmão de Hugo de Bayeux. Ele aparece na "Gesta Normannorum Ducum", de Guilherme de Jumièges, e pode ter sido uma das fontes utilizadas por Guilherme.

## Vida
João tornou-se arcebispo em Lyon quando seu amigo Lanfranco recusou o posto. Como arcebispo, foi um reformador e proponente do celibato clerical a partir de 1074, o que resultou em seu apedrejamento num sínodo provincial. A partir do ano seguinte, João, juntamente com Rogério de Beaumont, estavam encarregados da Normandia.

## Obras
A magnum opus de João é o "Tractatus de officiis ecclesiasticis", que foi oficialmente adotado na Diocese de Ruão. Escrita a pedido de Maurilius, seu predecessor como arcebispo, teve um impacto limitado na promoção da uniformidade na Normandia.